# دکیندا
دکیندا (به لاتین: Dekinda) یک منطقهٔ مسکونی در سری‌لانکا است که در استان مرکزی (سری‌لانکا) واقع شده‌است.